# Survivor Česko & Slovensko IV
Čtvrtá řada reality show Survivor Česko & Slovensko měla premiéru 18. února 2025 na Voyo a poté o den později na TV Nova. Série se, stejně jako předchozí rok, natáčela v Dominikánské republice. Moderátorem zůstal Ondřej Novotný. Poslední přeživší obdrží 2 500 000 Kč a nové auto SUV Suzuki A-Cross.

## Pravidla
Skupina trosečníků je rozdělena do několika kmenů a mají své vlastní barvy, vlajku a znak. Trosečníci jsou nuceni přežívat v divočině bez jakýchkoli moderních vymožeností. V průběhu soutěže se konají náročné souboje o odměny, například o jídlo nebo vybavení pro snadnější přežití, nebo o imunitu. Kmen, který prohraje souboj o imunitu, musí navštívit kmenovou radu, kde ze svého středu vybere jednoho a ten musí hru opustit.
Jakmile zbývá menší počet trosečníků, asi v polovině hry, jsou kmeny sloučeny v jeden a trosečníci musí soutěžit každý sám za sebe. Individuální imunita nyní chrání pouze jednotlivce. Když prohrají tak opustí hru i ostrov, jdou do hotelu a vrátí se do hry jako člen poroty. Porota se účastní všech následných kmenových rad a sbírá cenné informace k nejdůležitějšímu rozhodnutí: na závěrečné radě, kdy jsou ve hře zbylí trosečníci, zvolí vítěze.

## Trosečníci
Soutěže se účastní 24 trosečníků. V první části soutěže byli rozděleni do dvou kmenů. Letošním zvratem při rozdělování kmenů se stal souboj pohlaví, kdy zelený kmen Bohyní je složen výhradně z žen, zatímco žlutý kmen Dobyvatelů je čistě mužský. Později budou zbylí trosečníci sloučeni do jednoho kmene. Vyhrát ale nemohli všichni. Kmeny byly pak několikrát promíchány, přejmenovány a nakonec slučeny v jeden, který si jeho členové pojmenovali Divoši. Dvacet z nich bylo vyloučeno, nikdo nebyl evakuován, ani nikdo neodstoupil. Posledních 9 vyloučených vytvořilo porotu, 3 poslední před ní předstoupili. Ale jen jeden vyhrál šek na 2 500 000 Kč, nové auto SUV Suzuki A-Cross a titul Poslední přeživší. Tím se po sedmdesáti sedmi dnech stal Pavel "Pája" Tóth.
Po evakuaci operního zpěváka Michaela v minulé sérii bylo rozhodnuto, že dostane přímý vstup do další série bez nutnosti procházet castingem. Ve čtvrté sérii nakonec skončil na výborném druhém místě.
| Soutěžící                                                                   | Kmen       | Kmen       | Kmen       | Kmen      | Kmen      | Kmen       | Kmen     | Vyloučení                           | Duel po kmenové radě | Umístění          |
| Soutěžící                                                                   | Původní    | Únos       | Promíchaný | Výměna    | Návrat    | Sloučistec | Sloučený | Vyloučení                           | Duel po kmenové radě | Umístění          |
| --------------------------------------------------------------------------- | ---------- | ---------- | ---------- | --------- | --------- | ---------- | -------- | ----------------------------------- | -------------------- | ----------------- |
| Deny (Denisa Melvaldová) 31 let, fotografka, Lovosice                       | Bohyně     |            |            |           |           |            |          | 1. vyloučená Den 4                  | Prohrála duel Den 4  | 24.               |
| Anna (Anna Pačesová) 32 let, ředitelka v nadnárodní společnosti, Čelákovice | Bohyně     | Bohyně     |            |           |           |            |          | 2. vyloučená Den 9                  |                      | 23.               |
| Vašek (Václav Šanda) 35 let, herec, Praha                                   | Dobyvatelé | Dobyvatelé |            |           |           |            |          | 3. vyloučený Den 14                 |                      | 22.               |
| Samantha (Samantha Charlotte Prachařová) 24 let, barmanka, Bratislava       | Bohyně     | Bohyně     | Krotitelé  |           |           |            |          | 4. vyloučená Den 20                 |                      | 21.               |
| Michaela (Michaela Svobodová) 23 let, administrátorka, Kralupy nad Vltavou  | Bohyně     | Dobyvatelé | Fénixové   |           |           |            |          | 5. vyloučená Den 25                 |                      | 20.               |
| Roman (Roman Kunčar) 29 let, životní kouč, Praha                            | Dobyvatelé | Dobyvatelé | Fénixové   |           |           |            |          | 6. vyloučený Den 30                 |                      | 19.               |
| Kate (Kate Matl) 45 let, zpěvačka, Praha                                    | Bohyně     | Bohyně     | Krotitelé  | Krotitelé |           |            |          | 7. vyloučená Den 41                 |                      | 18.               |
| Ivanka (Ivana Bartáková) 24 let, učitelka, Praha                            | Bohyně     | Bohyně     | Fénixové   | Fénixové  | Fénixové  |            |          | 8. vyloučená Den 46                 | Prohrála duel Den 46 | 17.               |
| Matúš (Matúš Pavlovič) 39 let, projektový manažer, Bratislava               | Dobyvatelé | Dobyvatelé | Fénixové   | Fénixové  | Fénixové  |            |          | 9. vyloučený Den 49                 |                      | 16.               |
| Anet (Aneta Folberger) 35 let, key account manažerka, Praha                 | Bohyně     | Bohyně     | Fénixové   | Fénixové  | Fénixové  |            |          | 10. vyloučená Den 50                |                      | 15.               |
| Zuzana (Zuzana Hejnová) 38 let, atletka, Praha                              | Bohyně     | Bohyně     | Fénixové   | Fénixové  | Fénixové  |            |          | 11. vyloučená Den 55                |                      | 14.               |
| Radko (Radko Urbanyak) 34 let, podnikatel, Slovensko/Oslo                   | Dobyvatelé | Dobyvatelé | Krotitelé  | Krotitelé | Krotitelé | Krotitelé  |          | 12. vyloučený Den 58                | Prohrál duel Den 58  | 13.               |
| Josef (Josef Kořínek) 26 let, programátor robotů, Třebušín                  | Dobyvatelé | Dobyvatelé | Fénixové   | Fénixové  | Fénixové  | Krotitelé  | Divoši   | 13. vyloučený 1. člen poroty Den 60 | Prohrál duel Den 60  | 12.               |
| David (David Chmátal) 30 let, moderátor, Praha                              | Dobyvatelé | Dobyvatelé | Fénixové   | Fénixové  | Fénixové  | Krotitelé  | Divoši   | 14. vyloučený 2. člen poroty Den 62 | Prohrál duel Den 62  | 11.               |
| Koťák (Jakub Kotek) 37 let, moderátor, Praha                                | Dobyvatelé | Bohyně     | Krotitelé  | Krotitelé | Krotitelé | Fénixové   | Divoši   | 15. vyloučený 3. člen poroty Den 65 |                      | 10.               |
| Bára (Barbora Zavadilová) 31 let, akrobatka, Praha                          | Bohyně     | Bohyně     | Fénixové   | Fénixové  | Fénixové  | Fénixové   | Divoši   | 16. vyloučená 4. člen poroty Den 67 |                      | 9.                |
| Danni (Daniel Pavliš) 30 let, farmář, Pelhřimov                             | Dobyvatelé | Dobyvatelé | Krotitelé  | Krotitelé | Krotitelé | Fénixové   | Divoši   | 17. vyloučený 5. člen poroty Den 69 | Prohrál duel Den 69  | 8.                |
| Domi (Dominika Hašková) 29 let, zpěvačka, Praha                             | Bohyně     | Bohyně     | Krotitelé  | Krotitelé | Krotitelé | Fénixové   | Divoši   | 18. vyloučená 6. člen poroty Den 71 | Prohrála duel Den 71 | 7.                |
| Renne (Renne Dang) 29 let, zpěvák, Praha                                    | Dobyvatelé | Dobyvatelé | Krotitelé  | Krotitelé | Krotitelé | Krotitelé  | Divoši   | 19. vyloučený 7. člen poroty Den 73 |                      | 6.                |
| Natalie (Natalie Halouzková) 24 let, herečka, Praha                         | Bohyně     | Bohyně     | Fénixové   | Fénixové  | Fénixové  | Krotitelé  | Divoši   | 20. vyloučená 8. člen poroty Den 75 |                      | 5.                |
| Filip (Filip Prokop) 21 let, plánovač výroby, Plzeň                         | Dobyvatelé | Dobyvatelé | Krotitelé  | Krotitelé | Krotitelé | Fénixové   | Divoši   | 21. vyloučený 9. člen poroty Den 76 | Prohrál duel Den 76  | 4.                |
| Naty (Natálie Kotková) 30 let, influencerka, Praha                          | Bohyně     | Bohyně     | Krotitelé  | Krotitelé | Krotitelé | Krotitelé  | Divoši   | Třetí                               |                      | 3.                |
| Michael (Michael Skalický) 34 let, operní pěvec, Praha III. řada            | Dobyvatelé | Dobyvatelé | Fénixové   | Fénixové  | Fénixové  | Krotitelé  | Divoši   | Druhý                               |                      | 2.                |
| Pája (Pavel Tóth) 23 let, reality star, Chomutov/Praha                      | Dobyvatelé | Dobyvatelé | Krotitelé  | Fénixové  | Krotitelé | Fénixové   | Divoši   | Poslední přeživší                   |                      | Poslední přeživší |

## Výhody a zvraty ve hře
ZVRATY
- Souboj pohlaví –⁠ Trosečníci byli rozděleni do kmenů podle pohlaví.
- Mise –⁠ Z obou kmenů je vybrán jeden, nebo více trosečníků. Ti jsou odvezeni na jedno místo, kde musí splnit individuální nebo společný úkol, aby získali nějakou výhodu do hry (skrytá imunita, křesadlo a další). V případě prohry naopak něco ztratí (hlas na kmenové radě, křesadlo a další). Mise se může týkat také pouze jednoho trosečníka.
- Vyloučení v souboji o individuální imunitu –⁠ Hráč, který vypadne jako první v souboji bude automaticky vyloučen.
- Sloučistec –⁠ Před posledním soubojem o kmenovou imunitu se kmeny promíchají. Vítězný kmen získá slučovací hostinu. Poražený čeká poslední kmenová rada před sloučením, kde bude jeden z jeho členů vyloučen. Na kmenové radě hlasují všichni hráči ve hře.
- Nádoby osudu –⁠ Ve hře je devět nádob. Šest má uvnitř krev, zatímco tři vodu. Každý trosečník, který je na kmenové radě vyhlasován si musí jednu nádobu vybrat a rozbít ji. Pokud je v ní krev, trosečník vypadává bez duelu. Pokud voda, trosečník s nejvíce hlasy si k sobě vybere druhého duelanta a poté probíhá duel.
- Únos –⁠ Nic netušící kmeny vyšlou na povel každý dva hráče do druhého kmene s neznámým účelem na neznámo dlouho. Ti tam stráví noc a následně jsou vyzváni, aby se vrátili do svého kmene s jedním dalším členem kmene, kde jsou pouze na návštěvě. Vybírají pouze dle vlastního uvážení bez možnosti se poradit se svým kmenem. Takto složené kmeny pokračují v soutěži.
- Výměna členů –⁠ Nic netušící kmeny vyšlou na povel každý jednoho hráče plnit neznámý úkol.  Ve skutečnosti ale budou rozhodovat o novém složení kmenů. Vyslanci vybírají střídavě nejprve 5 hráčů z druhého kmene a následně doplňují výběr ze svého kmene. Poslední zbylý hráč (hráči) si vybírá(jí) svůj nový kmen při odtajnění výměny pouze podle sebe. Který vyslanec začíná vybírat určí los. Po provedení výměny si kmeny určí navíc nová jména.
- Sabotáž –⁠ Nejprve je z každého kmene vyslán jeden hráč na neznámou misi. Tam je představena nabídka stát se ve druhém kmeni sabotérem až do příští kmenové rady. V případě, že je sabotér úspěšný a kmen kde působí nezíská kmenovou imunitu, získává jako odměnu skrytou imunitu platnou až do sloučení. Svojí roli nesmí prozradit pod pohrůžkou ztracení hlasu na příští kmenové radě. Pokud se rozhodne nesabotovat nic neztratí, ale ani nezíská a pouze je v druhém kmeni na návštěvě. Kmeny nic z toho co se stalo netuší. Je jenom na potenciálních sabotérech, jak situaci zvládnou.
- Tichá pošta –⁠ Každý z obou kmenů kmene si vybere hráče z protějšího kmene, kterému pošle na ostrov dopis. Je možné poslat více dopisů jednomu hráči, nebo třeba i poslat anonym.
- Hlasovaná výměna –⁠ Na kmenové radě je jako zvrat ve hře určeno, že místo hráče k vyřazení je odhlasován hráč, který se přidá k druhému kmeni. Ten ovšem zároveň ztrácí hlas na příští kmenové radě. Může se ale během ní rozhodnout, že se chce vrátit do svého původního kmene.
- Souboj o polovinu imunity – V souboji o individuální imunitu, se hraje ve dvojicích. Každý z dvojice získá půlku imunity a na kmenové řadě se musí dvojice rozhodnout, kdo z těch dvou bude v bezpečí.

VÝHODY
- Talisman Ukradení hlasu –⁠ Ve hře jsou dva tyto talismany, musí být zahrány oba aby byla výhoda platná. Umožňuje na kmenové radě ukrást komukoliv jeho hlas.
- Symbol skryté odměny –⁠ Umožňuje jít na odměnu i když ji prohrál, nebo na ni nebyl pozván.
- Skrytá imunita –⁠ Ruší všechny hlasy pro trosečníka, který ji zahrál na kmenové radě.
- Veto skryté imunity – Umožňuje zrušit platnost symbolu skryté imunity.
- Hlas navíc –⁠ Na kmenové radě získává trosečník k danému jednomu hlasu ještě jeden další navíc.
- Výhoda s varováním – Aby hráč získal výhodu, musí splnit úkol, pokud jej nesplní ztrácí hlas.

## Přehled
| Epizoda | Epizoda         | Soutěže                       | Soutěže                       | Soutěže    | Soutěže              | Vyloučen/a Evakuován/a Odstoupil/a | Vyloučen/a Evakuován/a Odstoupil/a |
| No.     | Premiéra        | Odměna                        | Odměna                        | Imunita    | Individuální imunita | Vyloučen/a Evakuován/a Odstoupil/a | Vyloučen/a Evakuován/a Odstoupil/a |
| ------- | --------------- | ----------------------------- | ----------------------------- | ---------- | -------------------- | ---------------------------------- | ---------------------------------- |
| 1       | 18. února 2025  | Bohyně                        | Bohyně                        |            |                      |                                    |                                    |
| 2       | 19. února 2025  |                               |                               | Dobyvatelé | Anna                 | Deny                               | Deny                               |
| 3       | 25. února 2025  | Dobyvatelé                    | Dobyvatelé                    |            |                      |                                    |                                    |
| 4       | 26. února 2025  |                               |                               | Dobyvatelé | Zuzana               | Anna                               | Anna                               |
| 5       | 4. března 2025  | Dobyvatelé                    | Bohyně                        |            |                      |                                    |                                    |
| 6       | 5. března 2025  |                               |                               | Bohyně     | Roman                | Vašek                              | Vašek                              |
| 7       | 11. března 2025 | David                         | Kate                          |            |                      |                                    |                                    |
| 8       | 12. března 2025 |                               |                               | Fénixové   | Danni                | Samantha                           | Samantha                           |
| 9       | 18. března 2025 | Fénixové                      | Krotitelé                     |            |                      |                                    |                                    |
| 10      | 19. března 2025 |                               |                               | Krotitelé  | Michael              | Michaela                           | Michaela                           |
| 11      | 25. března 2025 | Fénixové                      | Krotitelé                     |            |                      |                                    |                                    |
| 12      | 26. března 2025 |                               |                               | Krotitelé  | Anet                 | Roman                              | Roman                              |
| 13      | 1. dubna 2025   | Fénixové                      | Fénixové                      |            |                      |                                    |                                    |
| 14      | 2. dubna 2025   |                               |                               | Fénixové   | Kate                 | Nikdo                              | Nikdo                              |
| 15      | 8. dubna 2025   | Fénixové                      | Krotitelé                     |            |                      |                                    |                                    |
| 16      | 9. dubna 2025   |                               |                               | Fénixové   | Radko                | Kate                               | Kate                               |
| 17      | 15. dubna 2025  | Krotitelé                     | Krotitelé                     |            |                      |                                    |                                    |
| 18      | 16. dubna 2025  |                               |                               | Krotitelé  | Michael              | Ivanka                             | Ivanka                             |
| 19      | 22. dubna 2025  | Krotitelé                     | Fénixové                      |            |                      |                                    |                                    |
| 20      | 23. dubna 2025  |                               |                               | Krotitelé  | Josef                | Matúš                              | Anet                               |
| 21      | 29. dubna 2025  | Krotitelé                     | Krotitelé                     |            |                      |                                    |                                    |
| 22      | 30. dubna 2025  |                               |                               | Krotitelé  | Bára                 | Zuzana                             | Zuzana                             |
| 23      | 6. května 2025  | Fénixové                      | Fénixové                      | Fénixové   |                      | Radko                              | Radko                              |
| 24      | 7. května 2025  |                               |                               | Naty       | Naty                 | Josef                              | Josef                              |
| 25      | 13. května 2025 | Aukce                         | Aukce                         | Bára       | Bára                 | David                              | David                              |
| 26      | 14. května 2025 | Danni [Filip, Naty, Pája]     | Danni [Filip, Naty, Pája]     | Danni      | Danni                | Koťák                              | Koťák                              |
| 27      | 20. května 2025 | Danni [Filip, Natálie, Renne] | Danni [Filip, Natálie, Renne] | Danni      | Danni                | Bára                               | Bára                               |
| 28      | 21. května 2025 | Renne, Naty [Domi, Danni]     | Renne, Naty [Domi, Danni]     | Renne      | Renne                | Danni                              | Danni                              |
| 29      | 27. května 2025 | Pája [Michael, Natálie]       | Pája [Michael, Natálie]       | Pája       | Pája                 | Domi                               | Domi                               |
| 30      | 28. května 2025 | Filip [Michael, Naty, Pája]   | Filip [Michael, Naty, Pája]   | Filip      | Filip                | Renne                              | Renne                              |
| 31      | 3. června 2025  | Pája [Filip, Michael]         | Pája [Filip, Michael]         | Pája       | Pája                 | Natálie                            | Natálie                            |
| 32      | 4. června 2025  | Finále                        | Finále                        | Finále     | Finále               | Finále                             | Finále                             |

Vysvětlivky
1. ↑  Kmeny se pouze na tuto soutěž o odměnu jmenují "David" a "Kate" podle hráčů, kteří byli vysláni na výměnu. Po této soutěži byly přejmenovány na "Fénixové" a "Krotitelé", jména která si nesou i do dalších epizod
2. ↑  Na kmenové radě nastal zvrat "Hlasovaná výměna"

## Hlasování a duely
| Kmen            | Kmen            | Kmen            | Kmen            | Kmen            | Kmen            | Kmen            | Kmen            | Původní  | Únos     | Únos       | Promíchaný | Promíchaný | Promíchaný | Promíchaný | Výměna    | Návrat   | Návrat   | Návrat   | Návrat       | Návrat        | Sloučistec | Sloučený | Sloučený | Sloučený | Sloučený | Sloučený | Sloučený | Sloučený | Sloučený |  |
| Epizoda         | Epizoda         | Epizoda         | Epizoda         | Epizoda         | Epizoda         | Epizoda         | Epizoda         | 2        | 4        | 6          | 8          | 10         | 12         | 14         | 16        | 18       | 20       | 20       | 22           | 22            | 23         | 24       | 25       | 26       | 27       | 28       | 29       | 30       | 31       |  |
| --------------- | --------------- | --------------- | --------------- | --------------- | --------------- | --------------- | --------------- | -------- | -------- | ---------- | ---------- | ---------- | ---------- | ---------- | --------- | -------- | -------- | -------- | ------------ | ------------- | ---------- | -------- | -------- | -------- | -------- | -------- | -------- | -------- | -------- |  |
| Den             | Den             | Den             | Den             | Den             | Den             | Den             | Den             | 4        | 9        | 14         | 20         | 25         | 30         | 35         | 41        | 46       | 50       | 50       | 55           | 55            | 58         | 60       | 62       | 65       | 67       | 69       | 71       | 73       | 75       |  |
| Kmen            | Kmen            | Kmen            | Kmen            | Kmen            | Kmen            | Kmen            | Kmen            | Bohyně   | Bohyně   | Dobyvatelé | Krotitelé  | Fénixové   | Fénixové   | Krotitelé  | Krotitelé | Fénixové | Fénixové | Fénixové | Fénixové     | Fénixové      | Krotitelé  | Divoši   | Divoši   | Divoši   | Divoši   | Divoši   | Divoši   | Divoši   | Divoši   |  |
| Imunita         | Imunita         | Imunita         | Imunita         | Imunita         | Imunita         | Imunita         | Imunita         | Anna     | Zuzana   | Roman      | Danni      | Michael    | Anet       | Kate       | Radko     | Michael  | Josef    | Josef    | Bára         | Bára          | Nikdo      | Naty     | Bára     | Danni    | Danni    | Renne    | Pája     | Filip    | Pája     |  |
| Odhlasován      | Odhlasován      | Odhlasován      | Odhlasován      | Odhlasován      | Odhlasován      | Odhlasován      | Odhlasován      | Deny     | Anna     | Vašek      | Samantha   | Michaela   | Roman      | Pája       | Kate      | Anet     | Shoda    | Anet     | Shoda        | Zuzana        | Radko      | Josef    | David    | Koťák    | Bára     | Pája     | Michael  | Renne    | Natálie  |  |
| Hlasy           | Hlasy           | Hlasy           | Hlasy           | Hlasy           | Hlasy           | Hlasy           | Hlasy           | 3–1–0    | 4–3–0    | 6–3–3      | 4–3–3      | 7–4        | 6–4        | 8–1        | 4–3–1     | 3–2–2    | 2–2–2–0  | 3–1      | 2–2–0        | 4–1           | 6–5–2      | 8–4      | 8–3      | 7–2–1    | 6–3      | 7–1      | 4–3      | 4–3      | 4–1      |  |
| Vybrán do duelu | Vybrán do duelu | Vybrán do duelu | Vybrán do duelu | Vybrán do duelu | Vybrán do duelu | Vybrán do duelu | Vybrán do duelu | Bára     | Nikdo    | Nikdo      | Nikdo      | Nikdo      | Nikdo      | Nikdo      | Nikdo     | Ivanka   | Nikdo    | Nikdo    | Nikdo        | Nikdo         | Josef      | Pája     | Pája     | Nikdo    | Nikdo    | Danni    | Domi     | Nikdo    | Nikdo    |  |
| Vyřazen         | Vyřazen         | Vyřazen         | Vyřazen         | Vyřazen         | Vyřazen         | Vyřazen         | Vyřazen         | Deny     | Anna     | Vašek      | Samantha   | Michaela   | Roman      | Nikdo      | Kate      | Ivanka   | Anet     | Anet     | Zuzana       | Zuzana        | Radko      | Josef    | David    | Koťák    | Bára     | Danni    | Domi     | Renne    | Natálie  |  |
|                 |                 |                 |                 |                 |                 |                 |                 |          |          |            |            |            |            |            |           |          |          |          |              |               |            |          |          |          |          |          |          |          |          |  |
| Hlasující       | Hlasující       | Hlasující       | Hlasující       | Hlasující       | Hlasující       | Hlasující       | Hlasující       | Hlasy    | Hlasy    | Hlasy      | Hlasy      | Hlasy      | Hlasy      | Hlasy      | Hlasy     | Hlasy    | Hlasy    | Hlasy    | Hlasy        | Hlasy         | Hlasy      | Hlasy    | Hlasy    | Hlasy    | Hlasy    | Hlasy    | Hlasy    | Hlasy    | Hlasy    |  |
|                 |                 |                 |                 |                 |                 |                 | Pája            |          |          | Josef      | Samantha   |            |            | Domi       |           |          |          |          |              |               | David      | Josef    | David    | Koťák    | Bára     | Danni    | Renne    | Renne    | Natálie  |  |
|                 |                 |                 |                 |                 |                 |                 | Michael         |          |          | Josef      |            | Matúš      | Matúš      |            |           | Ivanka   | Bára     | Zuzana   | David, Josef | Zuzana, David | David      | Josef    | David    | Koťák    | Bára     | Pája     | Renne    | Renne 2x | Natálie  |  |
|                 |                 |                 |                 |                 |                 |                 | Naty            | Ivanka   | Ivanka   |            | Kate       |            |            | Pája       | Danni     |          |          |          |              |               | Josef      | Bára     | David    | Koťák    | Bára     | Pája     | Michael  | Michael  | Natálie  |  |
|                 |                 |                 |                 |                 |                 |                 | Filip           |          |          | Matúš      | Kate       |            |            | Pája       | Kate      |          |          |          |              |               | Josef      | Josef    | David    | Koťák    | Bára     | Pája     | Renne    | Renne    | Natálie  |  |
|                 |                 |                 |                 |                 |                 |                 | Natalie         | Ivanka   | Anna     |            |            | Michaela   | Roman      |            |           | Anet     | Michael  | Anet     | David        | Zuzana        | Radko      | Josef    | Koťák    | Pája     | Pája     | Pája     | Michael  | Michael  | Michael  |  |
|                 |                 |                 |                 |                 |                 |                 | Renne           |          |          | Josef      | Samantha   |            |            | Pája       | Domi      |          |          |          |              |               | Radko      | Bára     | David    | Koťák    | Bára     | Pája     | Michael  | Michael  |          |  |
|                 |                 |                 |                 |                 |                 |                 | Domi            | Ivanka   | Ivanka   |            | Samantha   |            |            | Pája       | Kate      |          |          |          |              |               | Radko      | Josef    | David    | Koťák    | Pája     | Pája     | Michael  |          |          |  |
|                 |                 |                 |                 |                 |                 |                 | Danni           |          |          | Vašek      | Kate       |            |            | Pája       | Kate      |          |          |          |              |               | Josef      | Bára     | David    | Koťák    | Bára     | Pája     |          |          |          |  |
|                 |                 |                 |                 |                 |                 |                 | Bára            | Michaela | Samantha |            |            | Michaela   | Matúš      |            |           | Matúš    | Zuzana   | DNV      | Josef        | Zuzana        | Radko      | Josef    | Koťák    | Pája     | Pája     |          |          |          |          |  |
|                 |                 |                 |                 |                 |                 |                 | Koťák           |          | Ivanka   |            | Domi       |            |            | Pája       | Domi      |          |          |          |              |               | Josef      | Josef    | David    | Bára     |          |          |          |          |          |  |
|                 |                 |                 |                 |                 |                 |                 | David           |          |          | Vašek      |            | Michaela   | Roman      |            |           | Anet     | Anet     | Anet     | Zuzana       | DNV           | Radko      | Josef    | Koťák    |          |          |          |          |          |          |  |
|                 |                 |                 |                 |                 |                 |                 | Josef           |          |          | Vašek      |            | Michaela   | Roman      |            |           | Matúš    | Anet     | Anet     | Zuzana       | Zuzana        | Radko      | Bára     |          |          |          |          |          |          |          |  |
|                 |                 |                 |                 |                 |                 | Radko           | Radko           |          |          | Matúš      | Domi       |            |            | Pája       | Kate      |          |          |          |              |               | Josef      |          |          |          |          |          |          |          |          |  |
|                 |                 |                 |                 |                 | Zuzana          | Zuzana          | Zuzana          | Ivanka   | Anna     |            |            | Michaela   | Matúš      |            |           | DNV      | Bára     | DNV      | DNV          | DNV           |            |          |          |          |          |          |          |          |          |  |
|                 |                 |                 |                 |                 | Anet            | Anet            | Anet            | Ivanka   | Ivanka   |            |            | Michaela   | Roman      |            |           | Ivanka   | Zuzana   | DNV      |              |               |            |          |          |          |          |          |          |          |          |  |
|                 |                 |                 |                 |                 | Matúš           | Matúš           | Matúš           |          |          | Vašek      |            | Michaela   | Roman      |            |           | DNV      |          |          |              |               |            |          |          |          |          |          |          |          |          |  |
|                 |                 |                 |                 |                 | Ivanka          | Ivanka          | Ivanka          | Deny     | Samantha |            |            | Matúš      | Roman      |            |           | Anet     |          |          |              |               |            |          |          |          |          |          |          |          |          |  |
|                 |                 |                 |                 | Kate            | Kate            | Kate            | Kate            | Ivanka   | Anna     |            | Samantha   |            |            | Pája       | Domi      |          |          |          |              |               |            |          |          |          |          |          |          |          |          |  |
|                 |                 |                 | Roman           | Roman           | Roman           | Roman           | Roman           |          |          | Vašek      |            | Matúš      | Matúš      |            |           |          |          |          |              |               |            |          |          |          |          |          |          |          |          |  |
|                 |                 |                 | Michaela        | Michaela        | Michaela        | Michaela        | Michaela        | Deny     |          | Vašek      |            | Matúš      |            |            |           |          |          |          |              |               |            |          |          |          |          |          |          |          |          |  |
|                 |                 |                 | Samantha        | Samantha        | Samantha        | Samantha        | Samantha        | Ivanka   | Anna     |            | Domi       |            |            |            |           |          |          |          |              |               |            |          |          |          |          |          |          |          |          |  |
|                 |                 | Vašek           | Vašek           | Vašek           | Vašek           | Vašek           | Vašek           |          |          | Matúš      |            |            |            |            |           |          |          |          |              |               |            |          |          |          |          |          |          |          |          |  |
|                 |                 | Anna            | Anna            | Anna            | Anna            | Anna            | Anna            | Deny     | Samantha |            |            |            |            |            |           |          |          |          |              |               |            |          |          |          |          |          |          |          |          |  |
|                 | Deny            | Deny            | Deny            | Deny            | Deny            | Deny            | Deny            | Ivanka   |          |            |            |            |            |            |           |          |          |          |              |               |            |          |          |          |          |          |          |          |          |  |

Vysvětlivky
1. ↑  Na poslední kmenové radě před sloučením není individuální imunita,
2. ↑  První hlasování kmenové rady skončilo nerozhodně. Podle pravidel se konalo druhé hlasování, v němž trosečníci, kteří se podíleli na remíze, nehlasovali a zbývající trosečníci mohli hlasovat pouze pro ty, kteří remizovali.
3. ↑  První hlasování kmenové rady skončilo nerozhodně. Podle pravidel se konalo druhé hlasování, v němž trosečníci, kteří se podíleli na remíze, nehlasovali a zbývající trosečníci mohli hlasovat pouze pro ty, kteří remizovali.
4. ↑  Ivanka zahrála skrytou imunitu ve svůj prospěch.
5. ↑  Ivanka zahrála skrytou imunitu ve svůj prospěch.
6. ↑  Michael zahrál skrytou imunitu ve svůj prospěch.
7. ↑  Renne zahrál skrytou imunitu v Josefův prospěch.
8. ↑  Na kmenové radě nastal zvrat "Hlasovaná výměna",

| Hlasování poroty na finálové kmenové radě | Hlasování poroty na finálové kmenové radě | Hlasování poroty na finálové kmenové radě | Hlasování poroty na finálové kmenové radě |
| Epizoda                                   | 32                                        | 32                                        | 32                                        |
| ----------------------------------------- | ----------------------------------------- | ----------------------------------------- | ----------------------------------------- |
| Den                                       | 77                                        | 77                                        | 77                                        |
| Finalista                                 | Michael                                   | Naty                                      | Pája                                      |
| Výsledek                                  | 6–2–1                                     | 6–2–1                                     | 6–2–1                                     |
|                                           |                                           |                                           |                                           |
| Porotce                                   | Hlas                                      | Hlas                                      | Hlas                                      |
| Filip                                     |                                           |                                           | Ano                                       |
| Natálie                                   | Ano                                       |                                           |                                           |
| Renne                                     |                                           |                                           | Ano                                       |
| Domi                                      |                                           |                                           | Ano                                       |
| Danni                                     |                                           |                                           | Ano                                       |
| Bára                                      | Ano                                       |                                           |                                           |
| Koťák                                     |                                           |                                           | Ano                                       |
| David                                     |                                           |                                           | Ano                                       |
| Josef                                     |                                           | Ano                                       |                                           |